# Pasi Ikonen
Pasi Ikonen (Vihanti, 30 giugno 1980 – Turku, 3 agosto 2024) è stato un orientista finlandese.

## Biografia
Fu il vincitore dei campionati mondiali corta distanza del 2001 tenutasi a Tampere, in Finlandia, e ottenne la medaglia d'argento dei campionati mondiali sprint dello stesso anno. Nel 2007 in Ucraina vinse il bronzo nella staffetta dei campionati mondiali per la Finlandia e nel 2011 in Francia l'argento nella lunga distanza.
Morì a Turku il 3 agosto 2024 all'età di 44 anni a causa di un astrocitoma.

## Vita privata
Pasi Ikonen fu sposato con la 8 volte campionessa del mondo di orientamento Minna Kauppi, dalla quale divorziò nel 2014. Nel 2021 divenne padre di una bambina.

## Curiosità
- Pasi Ikonen divenne famoso per la sua abilità di gareggiare senza alcuna bussola. Senza bussola vinse anche i mondiali.